# Товуз
Товуз (азерб. Tovuz) — город и административный центр Товузского района Азербайджана. Расположен в 439 км от Баку на левом берегу реки Товузчай.

## История
С 1935 года Товуз — посёлок городского типа, в 1947 году получен статус города. По всесоюзной переписи населения 1989 года в Товузе проживало 13 373 человека.
В состав города входит территория бывшей немецкой колонии Траубенфельд (нем. Traubenfeld — Виноградное поле) основанной в 1812 году немецкими поселенцами. В 1942 году после депортации немцев колония была переименована в село Еникенд.
В городе расположены цементный, асфальтовый, консервный и винный заводы, а также маслосырокомбинат.

## География
Товузский район, расположенный на западе Азербайджана, граничит с Грузией и Арменией. Территория района входит в бассейн реки Кура. По территории района протекают реки Товуз, Зайам и Ахынджа. Климат — сухой субтропический. Город расположен на склоне горы и богат красивой природой и множеством родников. 32.000 га территории района занимают леса. Район богат животным миром. Широко распространены волки, лисы, зайцы, разновидности куропатки. Имеются хорошие условия для рыболовства, охоты на зайцев и водных птиц.

## Культура

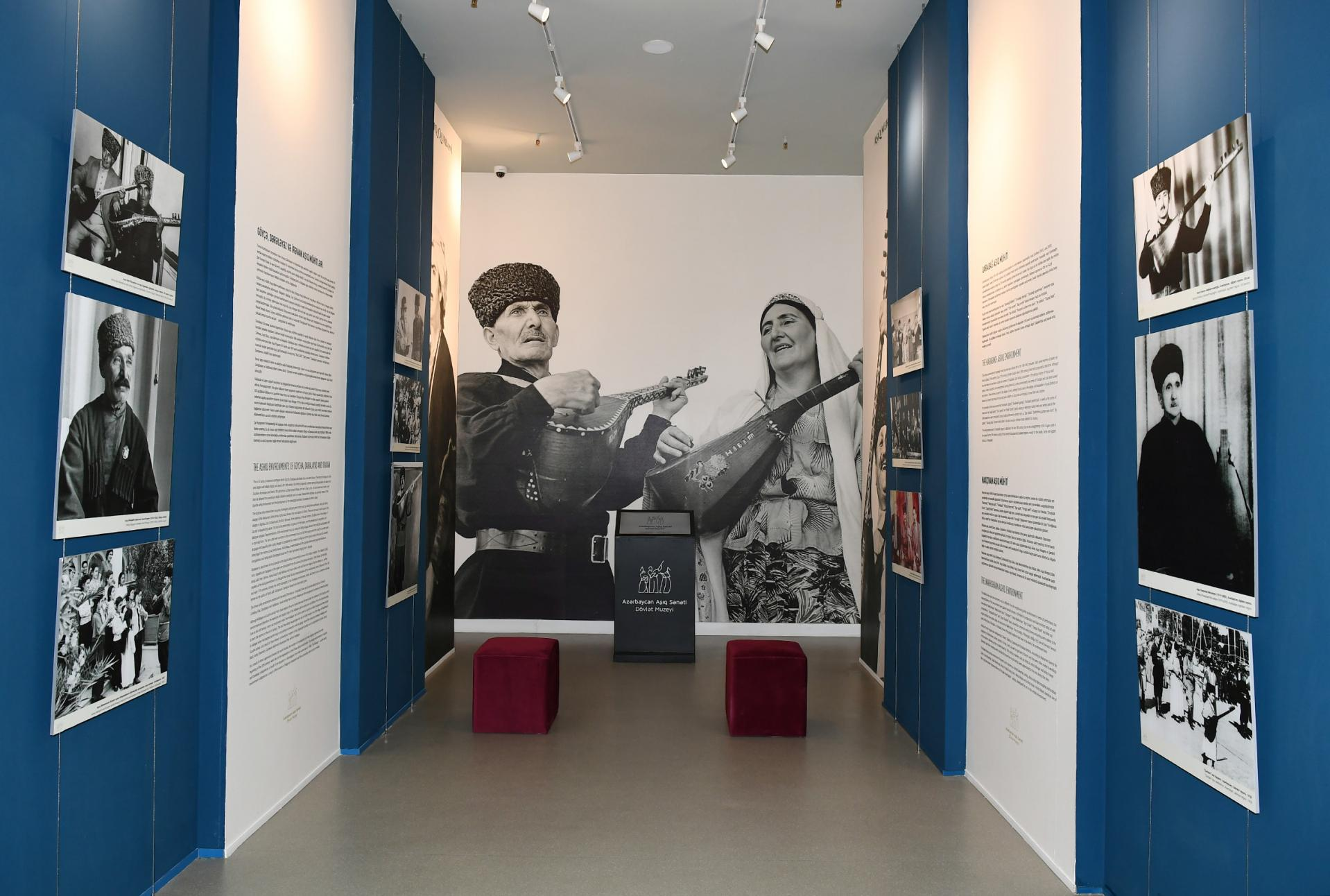
Музей ашугского искусства

В 2020 году в Товузе открылся музей ашугского искусства.

## Известные уроженцы
- Фатулла Али оглы Гусейнов (азерб. Fətulla Əli oğlu Hüseynov; 1937-2004) — полковник МВД Азербайджана, участник Карабахской войны, руководил Горадизской операцией, вице-президент АФФА[7].
- Сальников, Юрий Григорьевич — советский спортсмен, Олимпийский чемпион (1980), серебряный призёр Олимпиад по конному спорту.

## Города-побратимы
- Коньяк[8]

## Галерея

Государственный музей
Детский сад
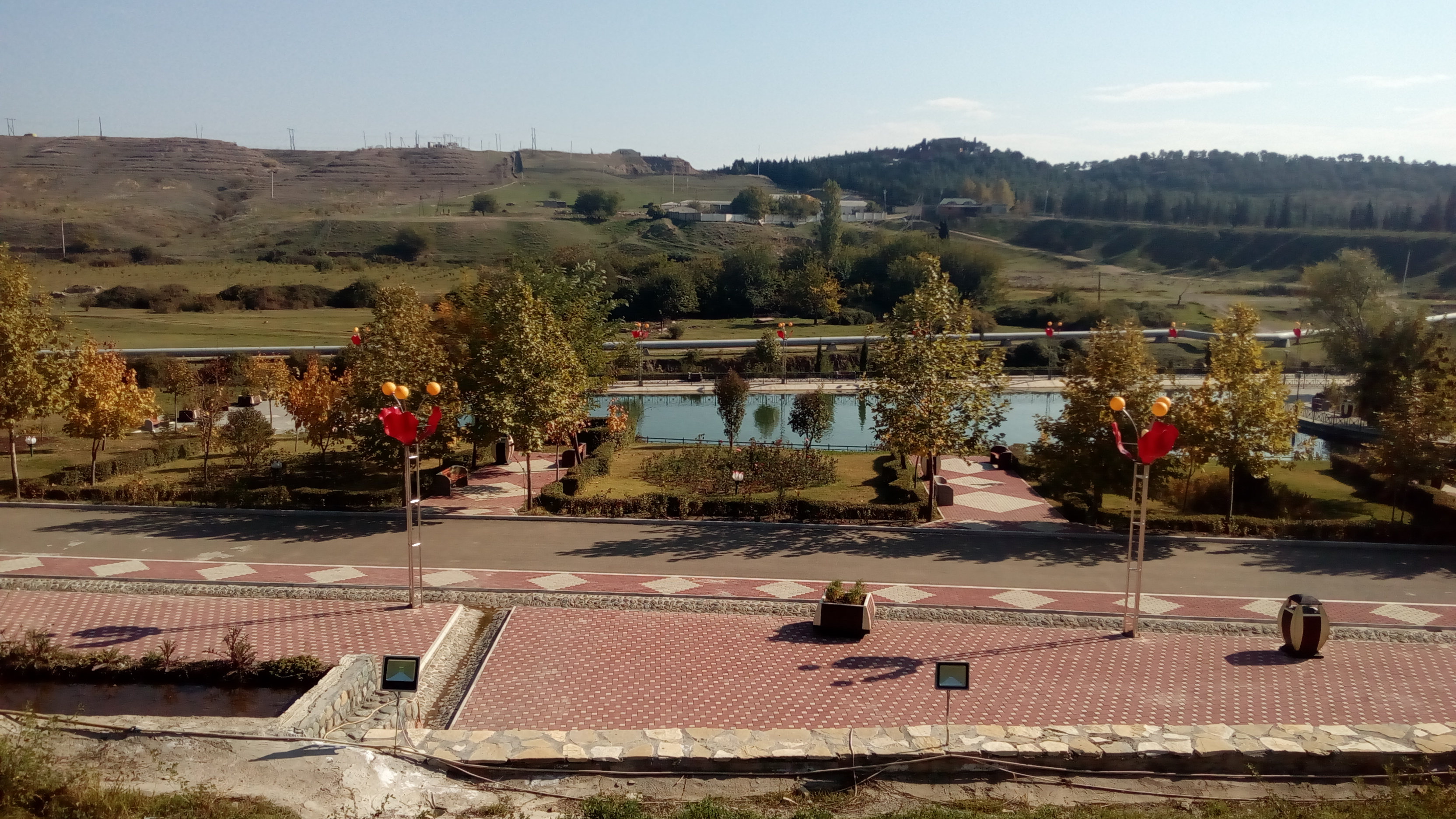
Парк имени Гейдара Алиева
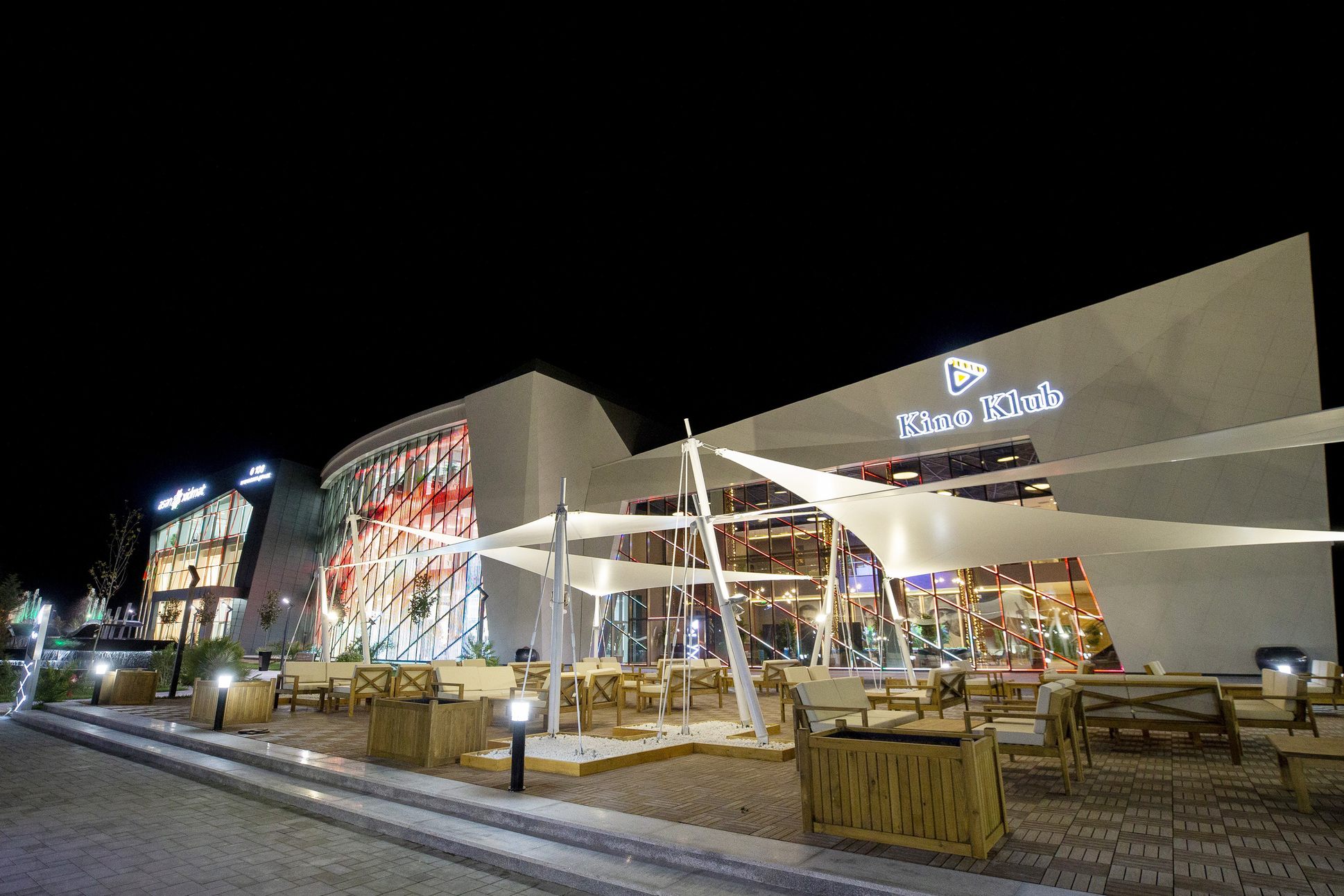
Служба «ASAN»

## Топографические карты
- Лист карты K-38-XXVIII. Масштаб: 1 : 200 000. Указать дату выпуска/состояния местности. (на карте — Тауз)